# IRT New Lots Line
A Linha de New Lots (IRT), em inglês:  IRT New Lots Line é uma das linhas de trânsito rápido do metrô de Nova Iorque. Foi inaugurada em 23 de novembro de 1920 (104 anos). Esta linha é uma secção da rede ferroviária que é operada pelo IRT (em inglês:  Interborough Rapid Transit Company), que é uma subdivisão da Divisão A do Metrô de Nova Iorque.